# New Lanark Mühle Nr. 1

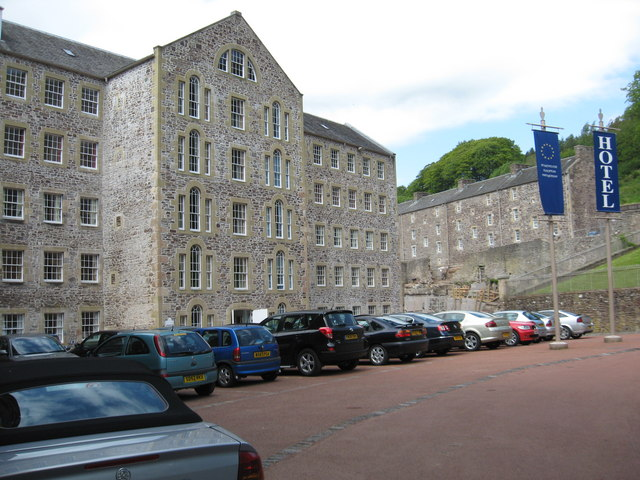
New Lanark Mühle Nr. 1

Die New Lanark Mühle Nr. 1, heute New Lanark Mill Hotel, ist eine ehemalige Wassermühle und heutiges Hotel in der schottischen Industriesiedlung New Lanark in der Council Area South Lanarkshire. 1971 wurde das Bauwerk in die schottischen Denkmallisten in der höchsten Denkmalkategorie A aufgenommen. Außerdem ist es Teil des Weltkulturerbes New Lanark.

## Geschichte
In der Mitte der 1780er Jahre ließ David Dale den Wollmühlenkomplex New Lanark errichten. Kernstück war die heutige Mühle Nr. 1, in der Baumwolle verarbeitet wurde. Der Aufbau der Wassermühle orientierte sich an der 1783 erbauten Masson Mill im englischen Derbyshire. Vermutlich überwachte Dale selbst zusammen mit seinem Ingenieur William Kelly die Arbeiten. 1786 wurde die Mühle nach einjähriger Bauzeit fertiggestellt. Im selben Jahr wurde der Betrieb aufgenommen. Bereits am 9. Oktober 1788 verheerte ein Brand die Mühle. Im folgenden Jahr erfolgte der Wiederaufbau. 1945 wurden die oberen beiden Stockwerke reduziert, jedoch bei der Restaurierung in der Mitte der 1990er Jahre originalgetreu wiederhergestellt. Das Gebäude dient heute als Hotel.

## Beschreibung
Die Mühle Nr. 1 bildet das historische Kernstück der Siedlung und liegt daher an prominenter Position südlich von Robert Owen’s House und David Dale’s House. Südlich, am Clyde-Ufer, erstrecken sich die Water Houses während an der Ostseite die Mühle Nr. 2 direkt angrenzt. Der aus Osten kommende Mühlkanal wird unter der Mühle durchgeführt und tritt an den Water Houses wieder aus.
Das fünfstöckige Bruchsteingebäude mit abgesetzten Natursteindetails weist einen T-förmigen Grundriss auf. Seine nordostexponierte Frontseite ist 17 Achsen weit. Am mittig heraustretenden, drei Achsen weiten Bauteil befindet sich das zweiflüglige Hauptportal. Der Bauteil ist mit venezianischen Fenstern und abschließendem Thermenfenster im Giebeldreieck gestaltet. Während an der Frontseite 16-teilige Sprossenfenster verbaut wurden, finden sich an der Gebäuderückseite 6-teilige. Die Mühle schließt mit einem schiefergedeckten Satteldach mit zwei kleinen Dachfenstern je Gebäudeseite.